# Innovations for High Performance Microelectronics
Innovations for High Performance Microelectronics, niem. Leibniz-Institut für innovative Mikroelektronik (w skrócie: IHP GmbH) – pozauniwersytecki instytut badawczy landu Brandenburgia w zakresie nauk przyrodniczych.
Powstał 22 grudnia 1983 jako Instytut Akademii Nauk NRD (Institut der Akademie der Wissenschaften der DDR). Jego siedziba mieści się w Technologiepark Ostbrandenburg we Frankfurcie nad Odrą. Zatrudnia ok. 250 ludzi, współdziała w ramach Towarzystwa Leibniza (Leibniz-Gemeinschaft).